# Róka-hegyi Kristály-barlang
A Róka-hegyi Kristály-barlang a Duna–Ipoly Nemzeti Parkban elhelyezkedő Pilis hegységben, Budapest III. kerületében található egyik barlang. A Róka-hegyen lévő kőfejtő legjelentősebb barlangja.

## Leírás
A felhagyott Róka-hegyi kőfejtő D-i sziklafalában, természetvédelmi területen van a barlang bejárata. A lezáratlan, könnyen járható barlang engedély nélkül, barlangjáró alapfelszereléssel megtekinthető.
Felső triász dachsteini mészkő és eocén márgás mészkő határán, kalcittelér mentén, freatikus körülmények között alakult ki a barlang. A bejáraton lebújva, könnyű mászással le lehet jutni egy 9 m hosszú és néhány helyen 2–3 m magas terembe. A teremben van a barlang végpontja. A barlangban nagy felületeken található kalcit és borsókő, de napjainkra már ezek a felületek kis mértékben károsodtak. A barlangot lezáró régi ajtó elromlott és ez a barlang jelenlegi állapotának kialakulását nagyon segíthette. A kőbánya legjelentősebb és leghosszabb barlangja.
A barlang a nevét a benne előforduló kristályok miatt kapta. Előfordul a barlang az irodalmában Kristály-barlang (Mezei 1967), Rókahegyi-kristálybarlang (Leél-Őssy 1958), Rókahegyi Kristály-barlang (Jakucs, Kessler 1962) és Rókahegyi új barlang (Bertalan 1976) neveken is. A közeli Róka-hegyi-barlangnak is névváltozatai a Kristály-barlang és a Rókahegyi új barlang nevek.

## Kutatástörténet
Az 1958-ban kiadott és Leél-Őssy Sándor által írt tanulmányban lehet, hogy ez a barlang van ismertetve Rókahegyi-kristálybarlang néven. A leírás szerint a Róka-hegy K-i végén található nagy kőfejtőben, kb. 220 m tengerszint feletti magasságban van a barlang bejárata. A barlangbejáratnál egy nagy, jellegzetes hévforrástölcsér figyelhető meg, amely messziről is jól látható. Kőbányászattal nyílt meg és fedezték fel az eredetileg zárt kavernát. Lebányászták egy részét a barlangnak, amely jelenleg kb. 30 m hosszú és kb. 10 m mély. A jellegzetes, hévizes keletkezésű barlang (régi hévforrástölcsér) dachsteini mészkőben jött létre. Jelenleg már nagyon pusztul, száraz és eltömődik. Kertai György írt a barlangban lévő sok, borsóköves aragonitkristályról, amelyek a hévizekből rakódtak le. Nagyon porlik a mészkő a barlangban a hévizes hatás miatt. A tanulmányhoz mellékelve lett egy térképvázlat, amely a Kevély-hegycsoportot mutatja be. A térképvázlaton megfigyelhető a Rókahegyi-kristálybarlang földrajzi elhelyezkedése. A rajzon és a szövegben 1-es számmal van jelölve a barlang.
Az 1962. évi Karszt- és Barlangkutatási Tájékoztató szerint a vámőrségi barlangkutató csoport egy új barlangot fedezett fel a Róka-hegyi-barlangtól nyugatra lévő, következő kőbányában. Bejárata, amely a hegytetőtől kb. 20 m-rel lejjebb van kőfejtés miatt nyílt meg. A tagok a szűk bejáraton keresztül egy ovális, zsombolyszerű, 2–3 m-es és kb. 8 m mély aknába jutottak. A falon aragonitra növő cseppköveket figyeltek meg, amelyek között 50 cm hosszú cseppkő is volt. Szokatlannak tartották, hogy a felszínhez közel, fejlődő cseppkövek vannak. Az akna alján, egy szűk nyíláson át megközelíthetően van egy 2×3 m-es fülke, amelyben egy kicsi, 1,5 m hosszú és 50–60 cm széles tavat fedeztek fel. A tó kialakulása különös volt és ezért részletesen le lett írva a tó.
A leírás szerint a tó alja hullámosan, vánkosszerűen cseppköves. A vízszint állandó volt, mert az évszázadokon át a falakról és a felülről csepegő víz mennyisége megegyezett az elszivárgott és az elpárolgott víz mennyiségével. A vízben a kalcium töménysége mindig nőtt és ezért a cseppkő kiválása különös módon történt. A cseppkő a víz felületén, a szélein, vízszintesen kezdett nőni. Néhány helyen a 15 cm szélességet is eléri a cseppkő. A szélén 0,5 cm vastag, hófehér, a falaknál három centiméter vastag, világossárga a cseppkő. A tóban, több helyen apró cseppkőgombák nőttek, amelyek vékony törzsön állnak a tó fenekén. A 3–4 cm átmérőjű, világossárga cseppkőgombáknak vízszintes a teteje és a cseppkőgombák olyan magasak, amilyen a tó vizének a magassága. A tavat néhány helyről lefényképezték, mert a barlangnak nincs folytatása és a bányászat miatt meg fog semmisülni. Ehhez hasonló, tavirózsa levelekre emlékeztető képződmény található a Deményfalvi-barlangban.
Az 1962-ben napvilágot látott, A barlangok világa című könyvben olvasható, hogy a Rókahegyi Kristály-barlang a Csillaghegy feletti nagy kőfejtőben nyílik. A nagyon pusztuló hévizes eredetű barlang bejáratánál egy jellegzetes hévforrástölcsér maradványai láthatók. A barlangban sok borsókő keletkezett. Az 1967-ben kiadott, Pilis útikalauz című könyv szerint a Csillaghegytől északnyugatra lévő Róka-hegy egyik kőfejtőjében van a Róka-hegyi Kristály-barlang. A Róka-hegyi-barlang a Kristály-barlangtól nyugatra fekvő kőbányában található. A Kristály-barlang régóta ismert barlang, amely hévizes keletkezésű, kb. 30 m hosszú és kb. 10 m mély. Falait sok borsókőszerű képződmény fedi.

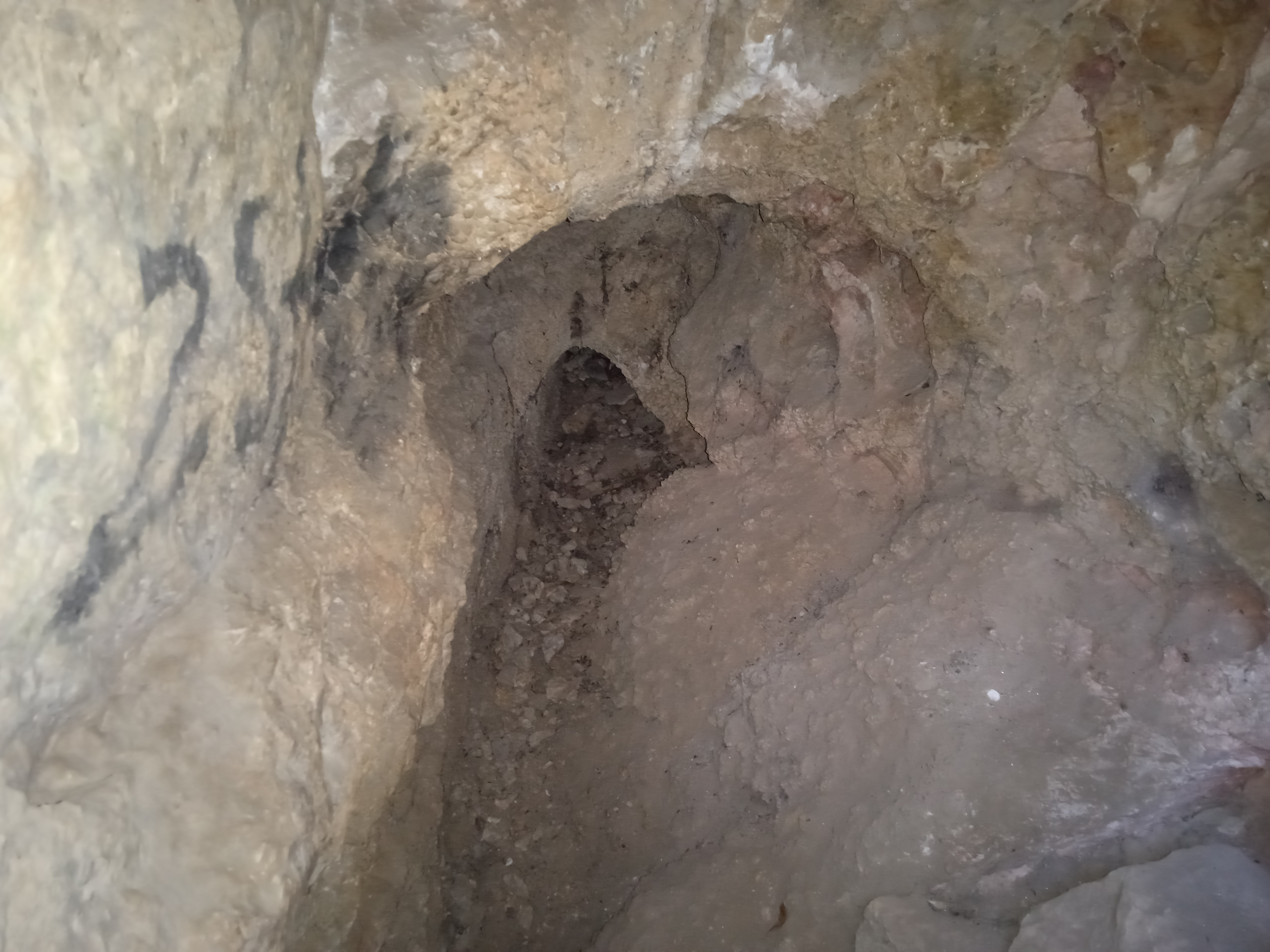
A Róka-hegyi Kristály-barlang belseje

Az 1973-ban napvilágot látott Budapest lexikonban meg van említve, hogy a Róka-hegy tetején és oldalain működő vagy félbehagyott kőfejtők mélyedéseiből két kis (hévizes eredetű) akna, illetve néhány kis mesterséges üreg nyílik. Az 1974-ben megjelent, Pilis útikalauz című könyvben, a Pilis hegység és a Visegrádi-hegység barlangjainak jegyzékében (19–20. old.) meg van említve, hogy a Pilis hegység és a Visegrádi-hegység barlangjai között van a Kristály-barlang. A Pilis hegység barlangjait leíró rész Kristály-barlangról szóló leírása megegyezik az 1967-ben kiadott útikalauz Róka-hegyi Kristály-barlangot bemutató leírásával.
Az 1976-ban befejezett, Magyarország barlangleltára című kéziratban az olvasható, hogy a Rókahegyi új barlangnak Budapest III. kerületében, a Róka-hegyi-barlangtól Ny-ra, a következő kőbányában, a hegy tetejétől kb. 20 m-rel mélyebben található a bejárata. A 8 m mély, hévizes eredetű barlang hossza nem ismert. Még nem állapítható meg hasznosíthatósága. A kézirat barlangra vonatkozó része az 1962. évi Karszt- és Barlangkutatási Tájékoztatóban megjelent és Szilvássy Gyula által publikált tanulmány alapján lett írva.
1983-ban a BLSE Aragonit Barlangkutató Csoport dolgozott a Róka-hegy középső kőfejtőjében elhelyezkedő névtelen barlangban. Tizennégyszer voltak a tagok a kutatási területen, de ennek ellenére keveset jutottak előre, mert nagyon szűk a hasadék, amelyen át kellett hordani a kitermelt törmeléket és az agyagot. Az állandó friss levegő jelenléte azt bizonyította, hogy érdemes tovább kutatni. A bontott hasadékban sok a kalcitkristály és a borsókő. A munka közben vigyázni kellett ezeknek az épségére. Ebben az évben 3 m³ törmeléket hordtak ki a barlangból. Az 1983. évi Karszt és Barlangban van egy olyan ábra, amelyen a Pilis hegység Pilis hegytől Dunáig terjedő részének hossz-szelvénye látható. A rajzon megfigyelhető a terület jelentős barlangjainak földrajzi elhelyezkedése és az, hogy a barlangok mekkora tszf. magasságban helyezkednek el. Az ábrán szerepel a 200 m tszf. magasságban elhelyezkedő Kristály-barlang. A barlang 30 m hosszú és 10 m mély.

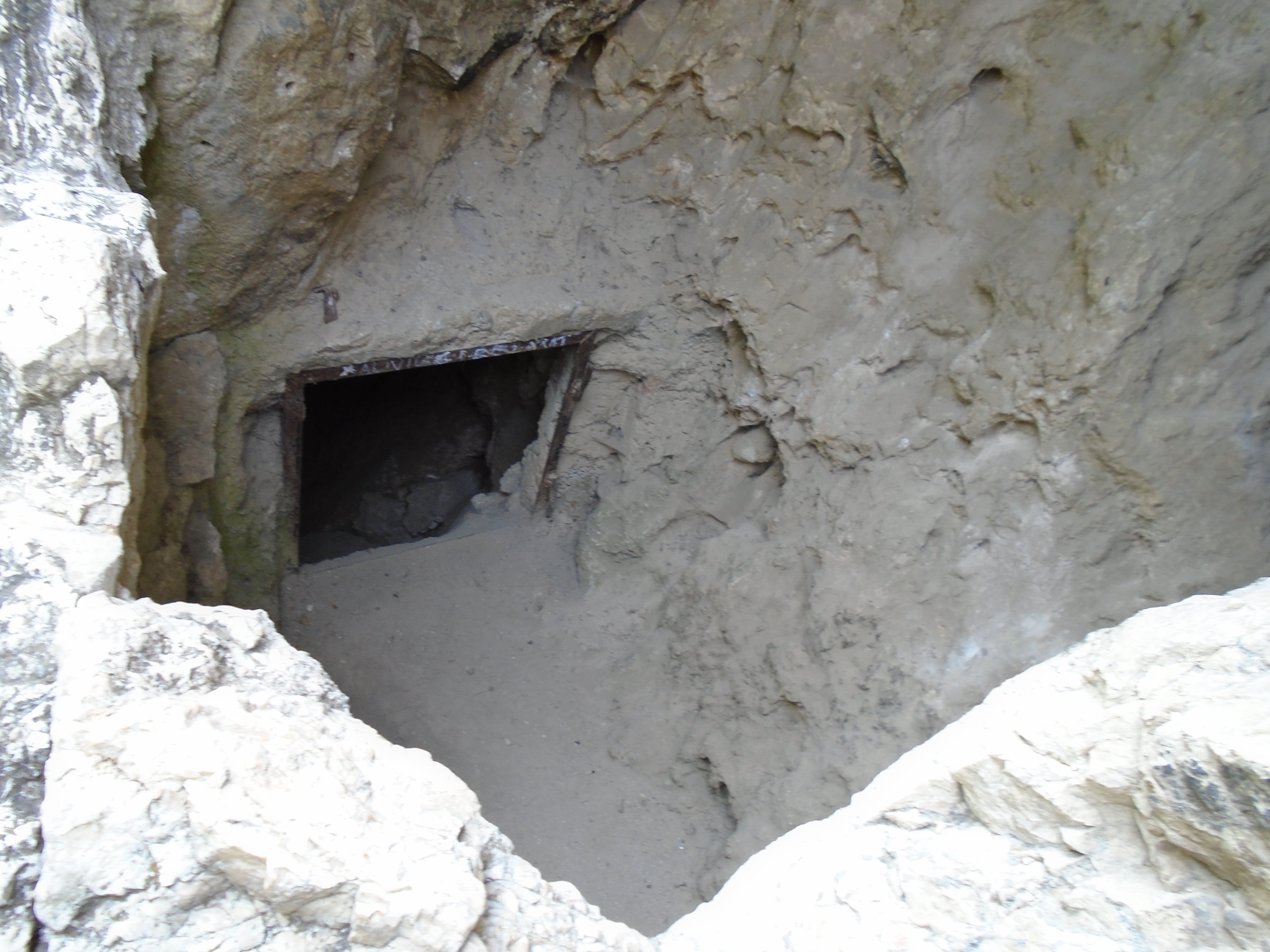
Ajtókeret a Róka-hegyi Kristály-barlangban

1984 tavaszán a csoport lezárta a barlangot és folytatta a barlang feltárását, valamint a korábbi években széttört és lent hagyott képződmények felszínre szállítását. Csak 600 vödörnyi anyagot hordtak ki belőle, mert a szűk és keskeny járatokban lassan tudtak haladni. Az 1984-ben megjelent, Magyarország barlangjai című könyv országos barlanglistájában nem szerepel a barlang külön barlangként. A Róka-hegyi-barlang névváltozata a Kristály-barlang név. Valószínűleg a névváltozat a Róka-hegyi Kristály-barlang névváltozata.
1985-ben a csoport kicserélte a kristálybarlangban a korábban beépített, nagyon megrongált depókat és a képződmények megóvása miatt egy biztosan rögzített, merev fokos létrát helyezett el a barlangban. A bejárati ajtót többször feltörték és ezért megerősítették a lezárást a csoporttagok. Mérték a barlangnak a relatív páratartalmát és a barlangi levegő hőmérsékletét. A mérések eredményeként meg lehet állapítani, hogy a levegő páratartalma majdnem 100% és a hőmérséklet a magyarországi barlangok átlagos hőmérsékletéhez hasonló, körülbelül 10 °C. 1987-ben a csoport dolgozott a barlangban, de nagy eredményt nem ért el. Az 1987-es évről szóló jelentésük szerint szerették volna folytatni a barlang kutatását 1988-ban.
Az 1991-ben napvilágot látott, Miczek György által szerkesztett útikalauzban az 1967-es útikalauzban publikált leírás van megismételve és az 1996. évi XL. Barlangnap túrakalauzában is. A barlangot 1997. március 22-én Sásdi László és Kovács Richárd mérték fel, majd Sásdi László a felmérés alapján megszerkesztette a Kristály-barlang hossz-szelvény térképét. A térképen 1:100 méretarányban van bemutatva a barlang. A 2000. évi Karsztfejlődésben kiadott tanulmány szerint a Kristály-barlangban találhatók kis kalcittal bélelt üregek és az üregeket később az oldás is formálta. Hasonló üregek figyelhetők meg a Róka-hegyen lévő kőfejtőben található Kristály-barlangban. A KvVM Barlang- és Földtani Osztályon lévő, ismeretlen időben és ismeretlen szerző által írt kéziratban meg van említve, hogy sok szemét és erős ragasztószag van a barlangban, amely a barlangjárót sok esetben visszafordulásra kényszeríti.

## További irodalom
- Kertai György: Az ürömi aragonit. Földtani Közlöny, 1933. (Leél-Őssy Sándor említi ezt a tanulmányt, de ilyen című tanulmány nem található az 1933. évi Földtani Közlönyben.)
- Kertai György: Hidrotermális aragonit andezitből és mészkőből. Földtani Közlöny, 1935. október–december. (65. köt. 10–12. füz) 354–362. old.